# Sara (Paolo Meneguzzi)
Sara è una canzone di Paolo Meneguzzi, contenuta nell'album del 2005 Favola ed estratta come secondo singolo.

## Tracce
1. Sara
2. Sara Remix numero 1
3. Sara Remix numero 2
4. Sara Remix numero 3
5. Sara Remix numero 4
6. Sara Remix numero 5
7. Sara (Gabry Ponte Remix)

## Classifica
| Classifica (2005) | Posizione massima |
| ----------------- | ----------------- |
| Italia            | 10                |